# Enllaç en sòlids
L'Enllaç en sòlids es refereix a l'enllaç entre els seus components atòmics o moleculars.
Els sòlids poden ser classificats d'acord amb la naturalesa d'aquest enllaç, i la classificació tradicional en distingeix quatre tipus:
- Enllaç covalent, que forma sòlids de xarxa covalent (algunes vegades simplement anomenats "sòlids covalents")

- Enllaç iònic, que forma sòlids iònics

- Enllaç metàl·lic, que forma sòlids metàl·lics

- Enllaç intermolecular feble, que forma sòlids moleculars

Els membres típics d'aquestes classes tenen distribucions electròniques distintives
, així com propietats termodinàmiques, electròniques i mecàniques també distintives. En particular, les energies d'enllaç d'aquestes interaccions varien àmpliament. No obstant això, l'enllaç en sòlids pot ser de tipus barrejats o intermedis, i per això no tots els sòlids tenen les propietats típiques d'una classe en particular, i alguns pots ser descrits com formes intermèdies.

## Classes bàsiques de sòlids

### Sòlids de xarxa covalent
Un sòlid de xarxa covalent consisteix d'àtoms mantinguts junts per una xarxa d'enllaços covalents (parells d'electrons compartits entre àtoms de semblant electronegativitat), i per això puguin ser considerats com una sola gran molècula. L'exemple clàssic és el diamant, altres exemples són el silici, el quars i el grafit.
Típicament, els sòlids de xarxa covalent tenen una gran força, un gran mòdul elàstic, i un elevat punt de fusió. La seva força, rigidesa, i alt punt de fusió són conseqüència de la força i rigidesa de l'enllaç covalent que els manté units. També són característicament trencadissos, pel fet que la naturalesa direccional dels enllaços covalents resisteix fortament els moviments associats amb el flux plàstic, i són, en efecte, trencats quan passa aquest tipus de moviments. Aquesta propietat resulta en la fragilitat, per raons estudiades en el camp de la mecànica de fractura. Els sòlids de xarxa covalent varien en el seu comportament des aïllants fins semiconductors, depenent de la mida de la banda prohibida del material.

### Sòlids iònics
Un compost iònic estàndard consisteix d'àtoms que es mantenen junts per enllaços iònics, és a dir, per l'atracció electroestàtica de càrregues oposades (el resultat de la transferència d'electrons de l'àtom de menor electronegativitat al de més electronegativitat). Entre els sòlids iònics hi ha els compostos formats per metalls alcalins i metalls alcalinoterris, en combinació amb halògens, un exemple clàssic és la sal de taula, clorur de sodi.
Típicament, els sòlids iònics Sonde una força intermèdia, i són extremadament trencadissos. Els punts de fusió són moderadament alts, però algunes combinacions de cations i anions moleculars produeixen un líquid iònic amb un punt de fusió inferior a la temperatura ambiental. En tots els casos, les pressions de vapor són extraordinàriament baixes, això és conseqüència de la gran energia requerida per moure una càrrega (o parell de càrregues) d'un medi iònic cap a l'espai lliure. Els sòlids iònics tenen bandes prohibides molt grans, per això siguin aïllants.

### Sòlids metàl·lics
Els sòlids metàl·lics es mantenen units per una alta densitat d'electrons deslocalitzats, compartits, el que resulta en un "enllaç metàl·lic". Els exemples clàssics són els metalls tals com el coure i l'alumini, però alguns materials són metalls en un sentit electrònic, però tenen un enllaç metàl·lic menyspreable en un sentit mecànic o termodinàmic (veure formes intermèdies).
Els sòlids amb enllaç metàl·lic pur són dúctils i, en la seva forma pura, tenen una força baixa, els seus punts d'ebullició poden ser molt baixos (per exemple, el mercuri es fon a -39 °C). Aquestes propietats són conseqüència de la naturalesa no direccional i no polar de l'enllaç metàl·lic, en què els plans d'àtoms poden lliscar un sobre l'altre, sense pertorbar les interaccions amb el mar circumdant d'electrons deslocalitzats. La major força pot ser deguda a la interferència amb les dislocacions que intervenen en les transformacions plàstiques. Més encara, alguns metalls de transició exhibeixen enllaç direccional, a més d'enllaç metàl·lic, això incrementa la força "shear" i redueix la ductilitat. Els sòlids metàl·lics no tenen, per definició, banda prohibida en el nivell de Fermi, per això siguin conductors.

### Sòlids moleculars
Un sòlid molecular clàssic consisteix en petites molècules covalents no polars, i és mantingut al costat per forces de dispersió de London, un exemple clàssic és la cera de parafina. Aquestes forces són febles, i resulten en unes energies d'enllaç entre parells en l'ordre d'1/100 dels enllaços covalents, iònics, i metàl·lics. Les energies d'enllaç tendeixen a incrementar-se amb l'increment de la mida molecular i la polaritat (veure formes intermèdies).
Sòlids que es componen de petites mecànicament, feblement són molècules febles i tenen baixos punts de fusió, un cas extrem és l'hidrogen sòlid molecular, que es fon a 14 K (-259 °C). La naturalesa no direccional de les forces dispersi normalment permet la deformació plàstica fàcil, és dels plans molecular pot lliscar una sobre l'altra, sense pertorbar greument les seves interaccions atractives. Sòlids moleculars són normalment aïllants amb grans llacunes banda.